# Adam et Ève (film, 1984)
Pour les articles homonymes, voir Adam et Ève.
Pour plus de détails, voir Fiche technique et Distribution.
Adam et Ève est un film français réalisé par Jean Luret et sorti en 1984.

## Synopsis
Léon, un producteur de cinéma raté, ne parvient pas à monter son projet de film sur Adam et Ève. Sa fiancée Fanchette qu'il délaisse, se venge en faisant passer son domestique pour un aristocrate pouvant financer son film.

## Fiche technique
- Réalisation : Jean Luret
- Scénario : Jean Jabely
- Dialogues : Georges Cachoux, Jean Jabely, Jean-Hugues Lime, Jean Luret, Popeck, Richard Taxy
- Lieu de tournage : Paris
- Musique : Richard Sanderson
- Image : Bernard Déchet
- Montage : Marco Cavé, Marie-Françoise Coquelet
- Durée : 85 minutes
- Date de sortie : 25 janvier 1984

## Distribution
- Michel Galabru : Léon Blachurpe, le producteur
- Alice Sapritch : Fanchette, dite la Maldiva
- Jean-Marie Proslier : Propro, le valet de chambre
- Popeck : Moishe Ben Hoït
- Jackie Sardou : Esther Ben Hoït
- Richard Taxy : Abel Ben Hoït
- Jean-Hugues Lime : Naïm Ben Hoït
- Catherine Rouzeau : Rachel
- Pauline Daumale : La punkette
- Jean-François Dérec : Régis, le metteur en scène
- Jean-Carol Larrivé  : Le scénariste
- Corinne Tell : L'autre Eve
- Kim Dominick : L'Américaine
- Lucie Duval : La secrétaire de Blachurpe
- Marcel Philippot :  maître Jacques, l'huissier